# كيكو (حوت قاتل)
كيكو (24 سبتمبر 1976 - 12 ديسمبر 2003) هو كان ذكر حوت قاتل تم أسره في 1979 بالقرب من سواحل آيسلندا. وفي 1993 حقق شهرة عالمية بعد مشاركاته في فيلم إطلاق سراح ويلي بعد ذلك، تصاعدت الضغوط الشعبية لإطلاق سراحه وإعادته إلى الحياة في بيئته الطبيعية.
في عام 1996 بدأت عمليات تدريبه على العودة إلى هذه البيئة. وبعد عام 2000، بدأ مدربوه في اقتياده إلى المحيط ليسبح في مياهه المفتوحة، بهدف تحضيره لمواجهة متطلبات الحياة خارج الأسر. وتم نقله جواً لآيسلندا في 1998.
وفي 2002 تم إطلاق سراحه ليصبح أول حوت قاتل يتم إطلاقه بعد أسره. لكن كيكو لم يتفاعل قط مع الحيتان القاتلة الأخرى وعانى في اصطياد فرائسه وظلت غطساته أقل عمقا وعددا من تلك التي يقوم بها أقرانه. ولم يستطع التخلص من حاجته للاتصال بالبشر، ودأب على ملاحقة القارب الذي يستقله مدربوهأو العودة إليه، وفي 12 ديسمبر 2003 توفى نتيجة التهاب رئوي.